# Bay City (Washington)
Bay City az Amerikai Egyesült Államok északnyugati részén, Washington állam Grays Harbor megyéjében elhelyezkedő önkormányzat nélküli település.
Bay City postahivatala 1911 és 1920 között működött. A település névadója a közeli Déli-öböl (angolul South Bay).

## Fordítás
- Ez a szócikk részben vagy egészben  a   Bay City, Washington című angol Wikipédia-szócikk ezen változatának fordításán alapul.  Az eredeti cikk szerkesztőit annak laptörténete sorolja fel. Ez a jelzés csupán a megfogalmazás eredetét és a szerzői jogokat jelzi, nem szolgál a cikkben szereplő információk forrásmegjelöléseként.